# George Nugent-Temple-Grenville
George Nugent-Temple-Grenville (17 juin 1753 - 11 février 1813) est un homme d'État britannique.

## Biographie
Il est le fils aîné de George Grenville, Premier ministre de Grande-Bretagne, et de son épouse Elizabeth Wyndham, fille de William Wyndham et est né le 17 juin 1753. Il est le neveu de Richard Grenville-Temple, et le frère aîné de Thomas Grenville et de William Grenville (1er baron Grenville), également premier ministre de la Grande-Bretagne. En 1764, il est nommé caissier de l'échiquier. Il fait ses études au Collège d'Eton de 1764 à 1770 et est inscrit à Christ Church, Oxford en 1770. Il succède à son père le 13 novembre 1770. En 1774, il entreprend un Grand Tour à travers l'Italie et l'Autriche. En 1775, il épouse l'hon. Mary Nugent, fille de Robert Nugent.

## Carrière politique

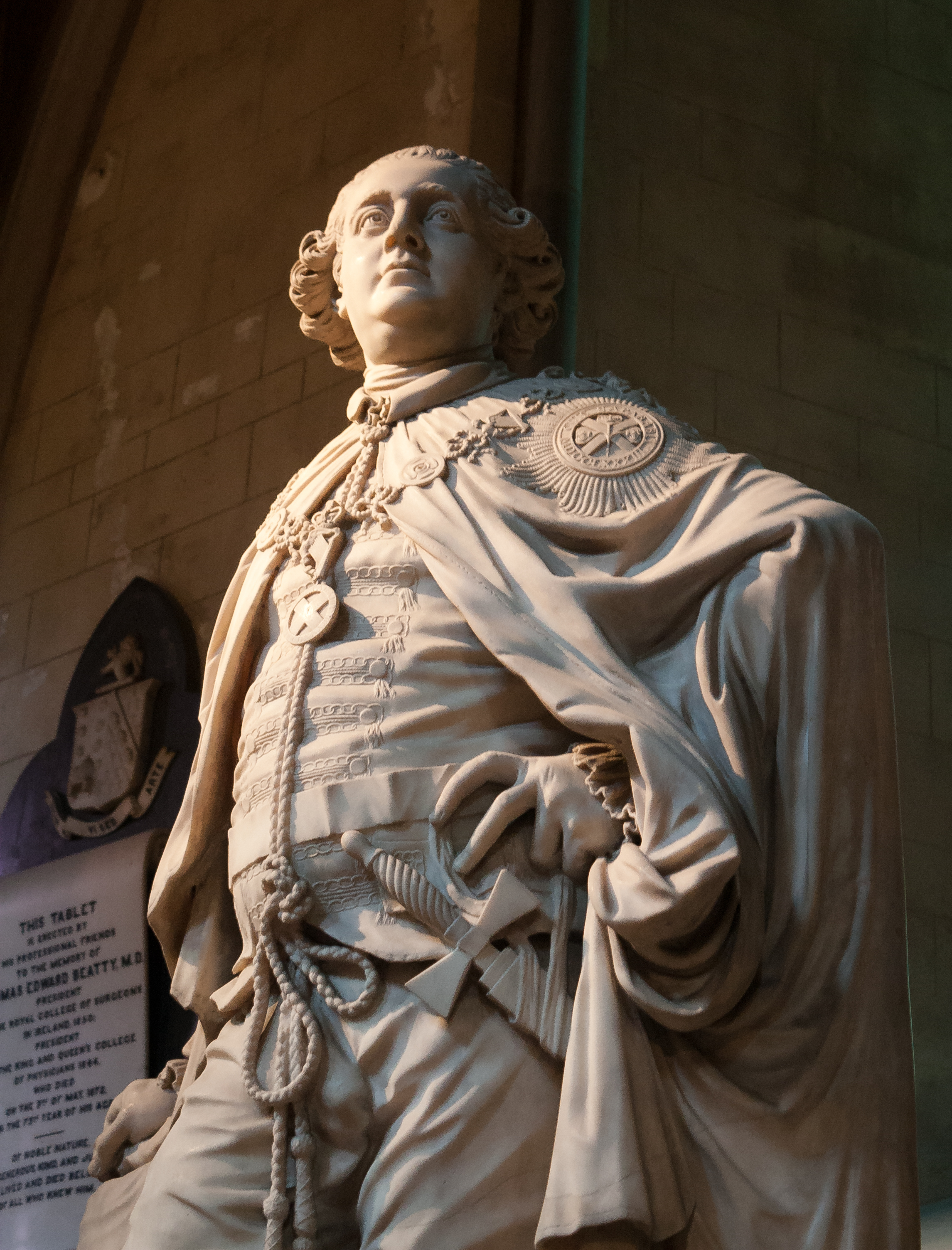
Statue sculptée par Edward Smyth en 1783, montrant Buckingham vêtu de la robe d'un chevalier de l'ordre de Saint Patrick

Il est élu député de Buckinghamshire aux élections générales de 1774. À la Chambre des communes, il se révèle être un critique acerbe de la politique américaine de Lord North. En septembre 1779, il succède à son oncle sous le nom de comte Temple et passe à la Chambre des lords.
Il prend également les noms de famille supplémentaires Nugent et Temple le 4 décembre donnant le nom de famille composé Nugent-Temple-Grenville. En 1782, Lord Temple est nommé Lord Lieutenant du Buckinghamshire et en juillet 1782, il devient membre du Conseil privé et Lord lieutenant d'Irlande au ministère de Lord Shelburne. Il joue un rôle déterminant dans la promulgation de la loi de 1783 sur la renonciation, qui complète l'indépendance législative accordée à l'Irlande en 1782. En tant que Lord Lieutenant d'Irlande et par mandat royal, il crée l'ordre de Saint-Patrick en février 1783, avec lui-même comme premier grand maître. Il quitte l'Irlande en 1783 et tourne de nouveau son attention vers la politique anglaise. Il jouit de la confiance du roi George III et s'étant opposé à Charles James Fox sur le projet de loi sur les Indes orientales, il est autorisé par le roi à dire que « celui qui votait pour le projet de loi indien n'était pas seulement son ami, mais serait considéré par lui comme un ennemi. » Un message qui assure la défaite du projet de loi. Il est nommé secrétaire d'État lorsque William Pitt le Jeune (le fils de la sœur de son père) forme son ministère en décembre 1783, mais démissionne trois jours plus tard.
En décembre 1784, Lord Temple est créé marquis de Buckingham. En novembre 1787, il est à nouveau nommé Lord Lieutenant d'Irlande, cette fois sous Pitt, mais son second mandat à ce poste eut moins de succès que le premier. Grattan le dénonce pour extravagance. Le Parlement irlandais le blâme pour avoir refusé de transmettre à l'Angleterre une adresse appelant le prince de Galles à assumer la régence; et il ne pouvait maintenir sa position qu'en recourant à la corruption à grande échelle. À la mort de son beau-père en 1788, Lord Buckingham lui succède comme 2e comte Nugent. Cependant, puisqu'il occupe déjà le rang supérieur de marquis, il n'est jamais connu sous ce titre. Devenu très impopulaire, il démissionne de ses fonctions en septembre 1789.
Lord Buckingham ne prend par la suite que très peu de part à la politique, bien qu'il se prononce en faveur de l'acte d'union de 1800. Son épouse est décédée en 1812 et il meurt le 11 février 1813, à Stowe, dans le Buckinghamshire, dans sa résidence. Il est enterré à Wotton. Il laisse deux fils: Richard Temple-Nugent-Brydges-Chandos-Grenville (1er duc de Buckingham et Chandos) et George Nugent Grenville.